# Rostov Veliki
Rostov Veliki (en ruso: Ростов Великий) es una de las ciudades más antiguas de Rusia y un importante centro turístico del llamado anillo de oro. Está localizada sobre las orillas del lago Nero en el óblast de Yaroslavl.
Aunque el nombre oficial de la ciudad es Rostov, en Rusia se la conoce como Rostov Veliki. Este nombre es usado para distinguirla de Rostov del Don, que es ahora una ciudad mucho mayor con un millón de habitantes. Rostov Yaroslavsk es el nombre oficial de su estación de ferrocarril, debido a su localización en el Óblast Yaroslavl; casi nunca llaman así a la ciudad.

## Historia

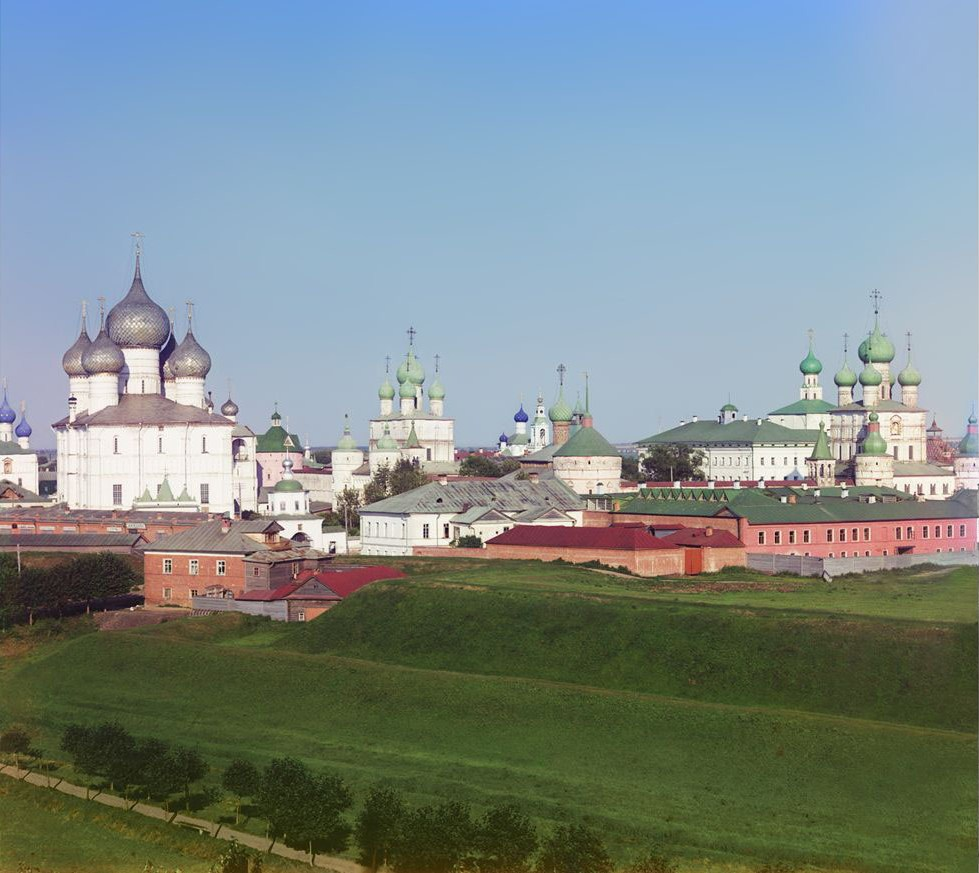
El Kremlin de Rostov en verano

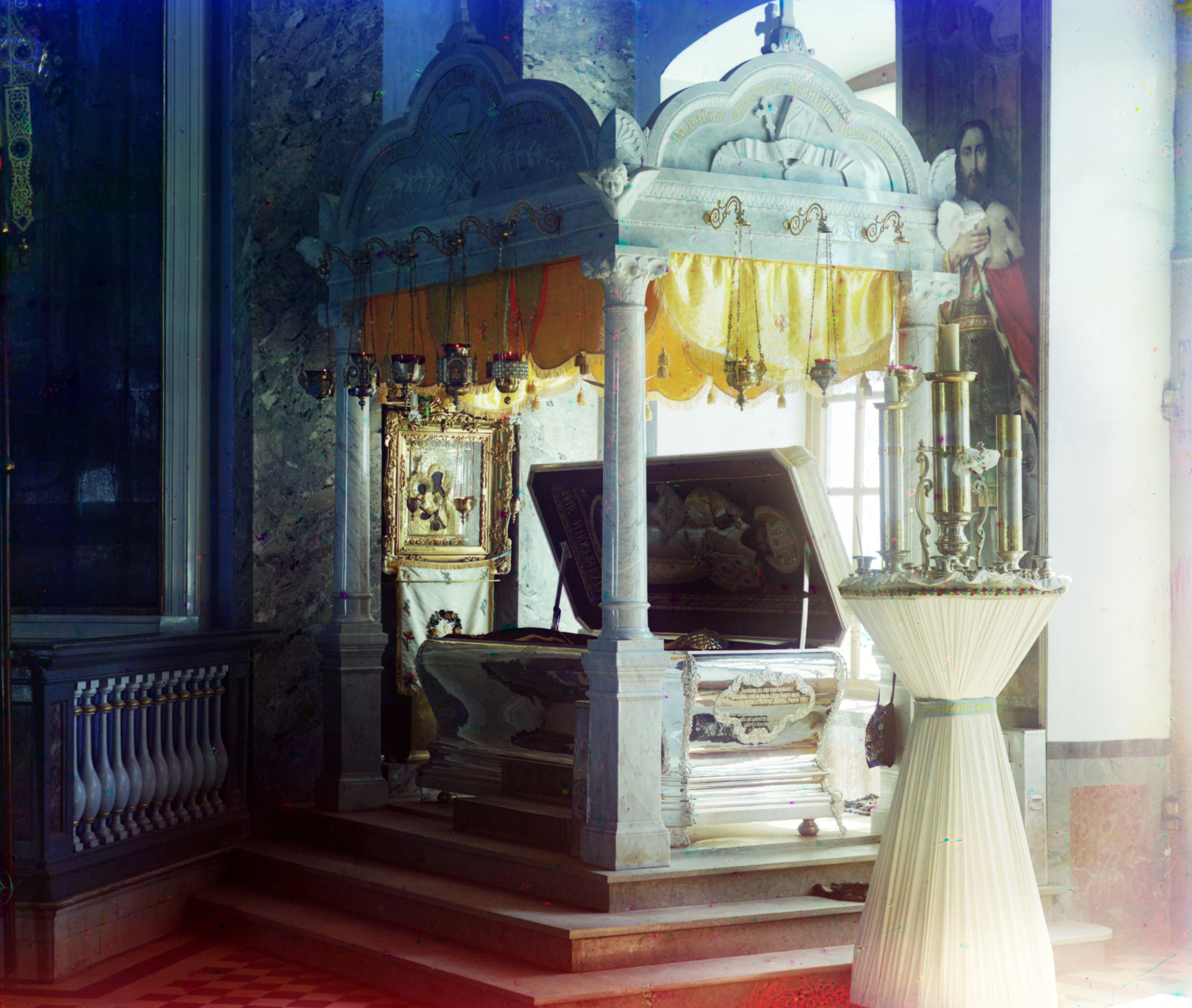
Imagen del santuario de Dmitri de Rostov

Rostov fue precedida por Sárskoye Gorodische, que algunos eruditos interpretan como la capital de la tribu merya, mientras que otros piensan que era un enclave de comercio vikingo importante. La primera mención de esta ciudad se produjo en el año 862, dándola a conocer como un enclave ya importante. En el siglo XIII, Rostov se hizo la capital de uno de los principados rusos más prominentes. Fue incorporada al Principado de Moscú el año 1474.
Incluso después de que perdiera su independencia, Rostóv era todavía un centro eclesiástico de importancia extrema, desde el año 988 era uno de los principales obispados rusos. En el siglo XIV, los obispos de Rostov se hicieron arzobispos, y más tarde, en el siglo XVI, obispos metropolitanos. Es a uno de aquellos metropolitanos, Iona Sysóyevich, 1607-1690, al que la ciudad debe su señal principal, el Kremlin, considerado como el más fino, aparte del de Moscú.
Devastado por los mongoles en los siglos XIII y XIV y por los polacos en 1608, Rostov es ahora poco más que un pueblo soñoliento. El metropolitano fue transferido a Yaroslavl, en el siglo XVIII.

## Disposición
La plaza central de Rostov está ocupada por la enorme catedral de la Asunción. No se sabe cuándo fue erigido el edificio de la actualidad; a mediados del siglo XVI es la fecha más probable. Las partes inferiores de las paredes de la catedral son datadas al siglo XII. El campanario, laborioso, fue construido sobre todo en el siglo XVII. Sus campanas están entre las más grandes y las más famosas de Rusia; cada una tiene su propio nombre. La campana más grande, fechada en el 1688, pesa aproximadamente 32 000 kilos. Es llamada Sysóy para honrar al padre metropolitano.
Un área situada entre la plaza de la catedral y el lago fue escogida por Iona Sysóyevich como un lugar para su residencia de cuento de hadas. Todos los trabajos de construcción fueron realizados entre 1667 y 1694. Algunos de los principales edificios son la iglesia del Salvador "Na Séniaj" (1675), la iglesia de San Gregorio (1670), y las iglesias barbicanas de San Juan el Apóstol (1683) y de la Resurrección de Cristo (1670). La residencia también incluye once torres de aspecto imaginario, numerosos palacios, varios pequeños campanarios y la iglesia barroca de Nuestra Señora de Smolensk (1693). Todas las iglesias están minuciosamente pintadas y decoradas.
La catedral y cuatro altas iglesias del Kremlin con sus cúpulas "ciegas" de plata fueron imitadas en todas la ciudad. Esta tendencia es en particular evidente en la iglesia Salvador "Sobre el Mercado" y en la catedral del convento de la Natividad, tanto datada del siglo XVII como situada cerca de las paredes de Kremlin. La iglesia más vieja está dentro del centro de la ciudad, fue consagrada a San Isidro el Bendito, en 1565. Los habitantes de Rostóv dicen que Iván el Terrible ejecutó al arquitecto, porque su iglesia era tanto más pequeña que su predecesora.
El Kremlin está al lado de dos grandes monasterios, ambos al lado del Lago Nero. A la derecha del Kremlin está el monasterio de Abrán, fundado en el siglo XI, y uno de lo más viejo de Rusia. Su catedral, comisionada por Iván el Terrible en 1553 para conmemorar la conquista de Kazán, inspiró numerosas iglesias en la región, en particular en Yaroslavl.
El monasterio Yákovlevsky, situado a la izquierda del Kremlin, en las afueras de la ciudad, ha sido venerado como el lugar sagrado de San Dmitry de Rostov. La mayor parte de las estructuras de monasterio fueron construidas a finales del siglo XVIII y a principios del siglo XIX en el estilo neoclásico fino. Hay también dos iglesias de siglo XVII, dedicadas a la Concepción de Santa Ana y a la Transfiguración de Nuestro Salvador. A diferencia de la mayor parte de otras iglesias en la ciudad, el monasterio y unas casas de un seminario teológico pertenecen a la Iglesia ortodoxa rusa.

## Entorno
Rostóv es rico en arquitectura antigua. Por ejemplo, se puede ver una vieja iglesia de madera (1687-1689) en el pueblo de Ishnia. Uno de los mejor conservados monasterios de Rusia, el de Santos Borís y Gleb, está situado en Borisoglebsky, aproximadamente 20 kilómetros al oeste de la ciudad. El monasterio fue favorecido por Iván el Terrible, quien personalmente supervisó la construcción de paredes de las torres y del campanario alrededor de una catedral aún más antigua. La única adición hecha al monasterio después de la muerte de Iván es una magnífica iglesia barbicana, comisionada por Iona Sysóyevich.

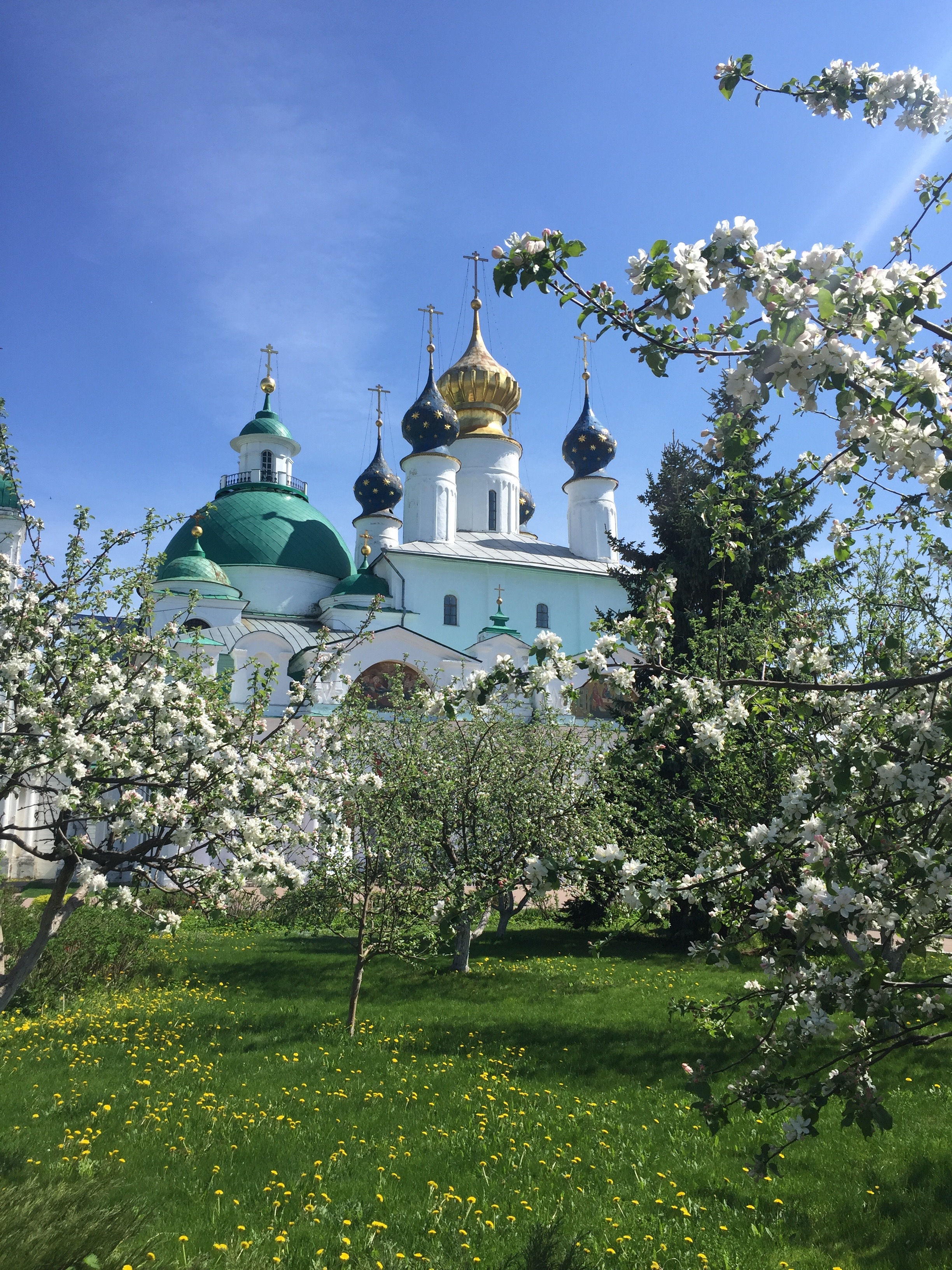
Rostov en la primavera

Aparte de su historia, Rostov es renombrado por sus esmaltes.

## Personajes famosos
- Konstantín de Vladímir (1186–1218), hijo mayor de Vsévolod III de Vladímir
- Alexander Yakovlev (1981), pianista.